# Districtul Southern, Botswana
Districtul Southern este o unitate administrativă de gradul I  a Botswanei. Reședința sa este localitatea Kanye. 